# Cyrtandra obovata
Cyrtandra obovata är en tvåhjärtbladig växtart som beskrevs av Margaret Clark Gillett. Cyrtandra obovata ingår i släktet Cyrtandra och familjen Gesneriaceae. Inga underarter finns listade i Catalogue of Life.